# چیکلایو
چیکلایو (به اسپانیایی: Chiclayo) یک شهر در پرو است که در Chiclayo Province واقع شده‌است.

## خصوصیات
چیکلایو ۱۷۴٫۴۶ کیلومترمربع مساحت و ۵۲۴٫۴۴۲ نفر جمعیت دارد و ۲۷ متر بالاتر از سطح دریا واقع شده‌است.

## خواهرخوانده
شهر خوانخوی خواهرخواندهٔ چیکلایو هست.